# 河溪學校
河溪學校位於香港新界北區上水古洞河上鄉，本身為一間小學，於1980年代已遭荒廢。1990年代曾經發生少女遭姦殺案；2000年後和其他新界鄉村一樣，面臨空地遭非法傾倒坭頭與垃圾之困擾。

## 歷史
1953年，村民在祠堂附近設立河溪學校，全盛時期有學生四百多人，為上水區最早的政府津貼小學。1990年代因常駐人口減少，學校關閉。

## 非法傾倒垃圾
2009年7月，民眾舉報河溪學校附近農田遭人傾倒大量廢棄物，規劃署向業主發出通知書：三十日之内恢復原貌，否則將作檢控。同月23日，環境局副局長潘潔與立法會同為打擊非法棄置廢物小組及環境事務委員會李永達、甘乃威議員隨環境保護署官員視察現場，官員承諾懲罰相關傾倒者。